# Cheese People
Cheese People — российская диско-панк-группа, образованная в 2004 году в Самаре.

## История группы

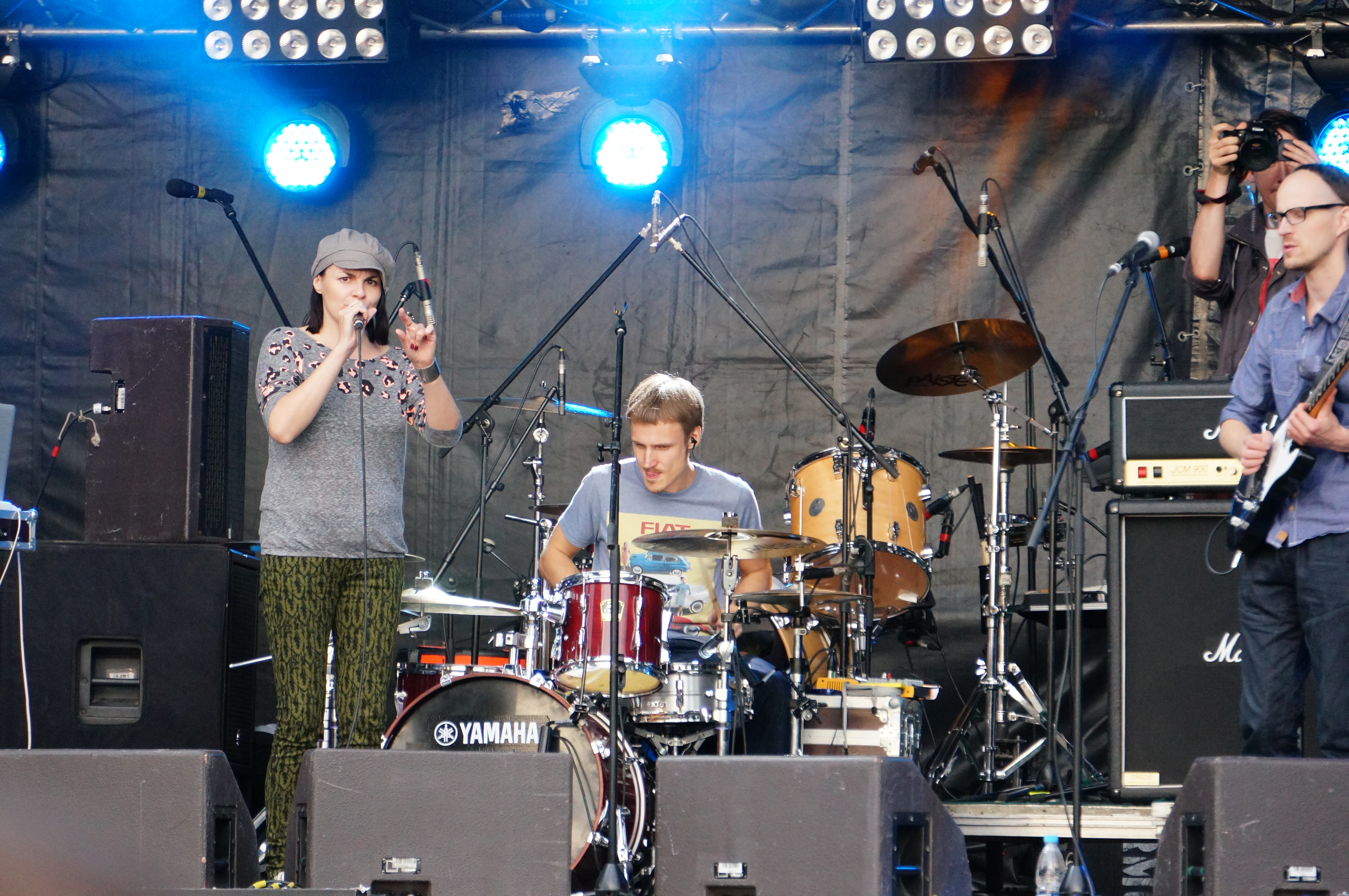

В первом составе группы было всего 2 участника — Антон Залыгин и Юрий «Шиповник» Момсин. Дуэт сочинял и записывал композиции в стиле хип-хоп, и в скором времени для записи бэк-вокала была приглашена вокалистка Ольга Чубарова. С появлением Ольги стиль группы изменился в сторону англоязычного фанка и диско-панка. Ещё чуть позже в коллектив была добавлена живая ритм-секция (Михаил Зенцов и Сергей Чернов).
Таким составом в 2006 году в домашней студии Антона Залыгина был записан демоальбом «Psycho Squirell», презентованный в Самаре в сентябре 2006 года. Вскоре после выхода альбома, Юрий Момсин покинул Cheese People ради студийной работы с другими проектами.
Постепенно альбом «Psycho Squirell» начинает распространяться среди пользователей интернета. Считается, что первым записи Cheese People в сеть выложил в своём блоге писатель Дмитрий Гайдук.
В январе 2007 года альбом попадает московскому журналисту Глебу Лисичкину, который решается заняться менеджментом группы. Группа начинает активно гастролировать по клубам России и ближнего зарубежья и выступать на больших фестивалях (SKIF-11, Стереолето-2007, Be2gether-2008).
За 2 года работы Cheese People дали около 80 концертов в 28 городах России и ближнего зарубежья (Финляндия, Польша, Эстония, Литва, Украина, Беларусь, Грузия). Популярности группы немало способствует активное бесплатное распространение альбома блогерами, а также то обстоятельство, что композиции Cheese People звучат в телеэфире в рекламах (драже M&M's, услуги «Привет» от мобильного оператора «Билайн», в котором звучит трек «Ua-a-a (YoU PiteR & DJ Lvov remix)», энергетический напиток «Non-Stop Energy»), а также в сериалах «Барвиха» на телеканале ТНТ и «Маргоша» на СТС. Также песня «Ua-a-a» звучит в фильме «Розыгрыш» 2008 года.
12 сентября 2008 года московский лейбл «Снегири» выпускает первый официальный альбом Cheese people — одноимённую пластинку, оформленную австралийским художником Марком Линчем. В альбом вошли 12 композиций, 11 из которых уже входили в трек-лист «Psycho Squirrel» (последний трек «I hate this sound» был записан непосредственно перед релизом альбома).
В июле 2009 года этот же альбом был переиздан в Японии независимой компанией Wow/Now Records. Японское издание дополнено эксклюзивным ремиксом на песню «Ua-a-a!» от японской группы Gari.
14 февраля 2013 год Cheese People в своём сообществе во «В Контакте» презентуют первую часть своего нового альбома под названием «Mediocre Ape».
26 февраля 2016 года скончался клавишник Миша Шимаров от несчастного случая.
7 сентября 2018 года группа, после пятилетнего перерыва выпускает новый альбом «Розовый Цвет», который впервые записан полностью на русском языке.

## Состав
- Ольга Чубарова — вокал
- Антон Залыгин — программирование, вокал, продакшн гитара
- Юрий «Шиповник» Момсин — программирование, продакшн

Бывшие участники:
- Миша Шимаров — программирование, клавишные, продакшн
- Михаил Школьный — бас
- Михаил Зенцов — барабаны
- Сергей Чернов — бас
- Юрий Маликов — гитара
- Игорь Гаршин — барабаны
- Алексей Титенко — бас-гитара
- Роман Петросян — барабаны

## Дискография

### Студийные альбомы
- Psycho Squirrel (2006)
- Cheese people[10][11] (12 сентября 2008)
- Well Well Well (7 апреля 2010)
- Mediocre Ape (Часть 1) (14 февраля 2013)
- Помимо номерных альбомов, композиции Cheese People можно услышать в официальных компиляциях «Future Sound Of Russia» Русскоязычный сайт сборника «Future Sound Of Russia» (AeroCCCP Recordings/Diamond Records, 2008) и «Avant 2009» (Avant Recordings, 2009). Кроме того, песни Cheese People вошли в саундтреки к нескольким российским фильмам («Розыгрыш», «Невеста любой ценой», телесериалам «Маргоша» и «Барвиха»).
- Розовый цвет (7 сентября 2018)

### Синглы и EP
- Mediocre Ape (Часть 2) — EP (2013)
- Sacrifice — Single (2015)

## Интересные факты
- Альбом «Cheese People» вошёл в двадцатку лучших российских релизов 2008 года по мнению московского журнала «Афиша»[12].
- Cheese People стали единственной группой из России, выступившей на грузинском фестивале независимой музыки «Alter/Vision 2009»[13], который стал альтернативой международному конкурсу эстрадной песни «Евровидение»
- Большинство концертов Cheese People промоутируются с помощью необычных афиш, сделанных дружественным художником Григорием Сидяковым[14].
- Фонограмма популярного рингтона Aram Zam Zam записана музыкантами группы Cheese People[15].
- Песня «Catch U» была использована в видеоигре «W.I.T.C.H. Чародейки».

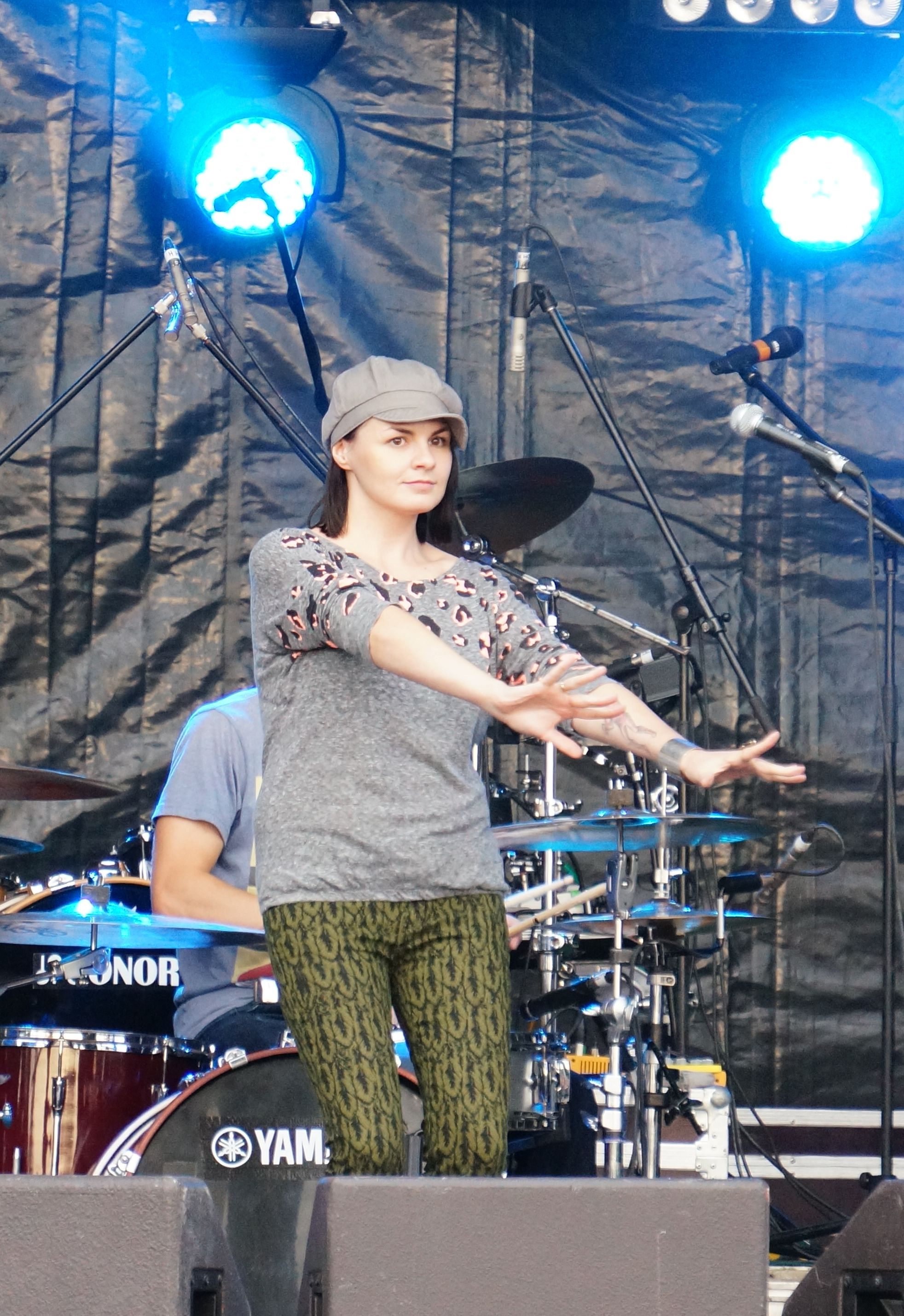
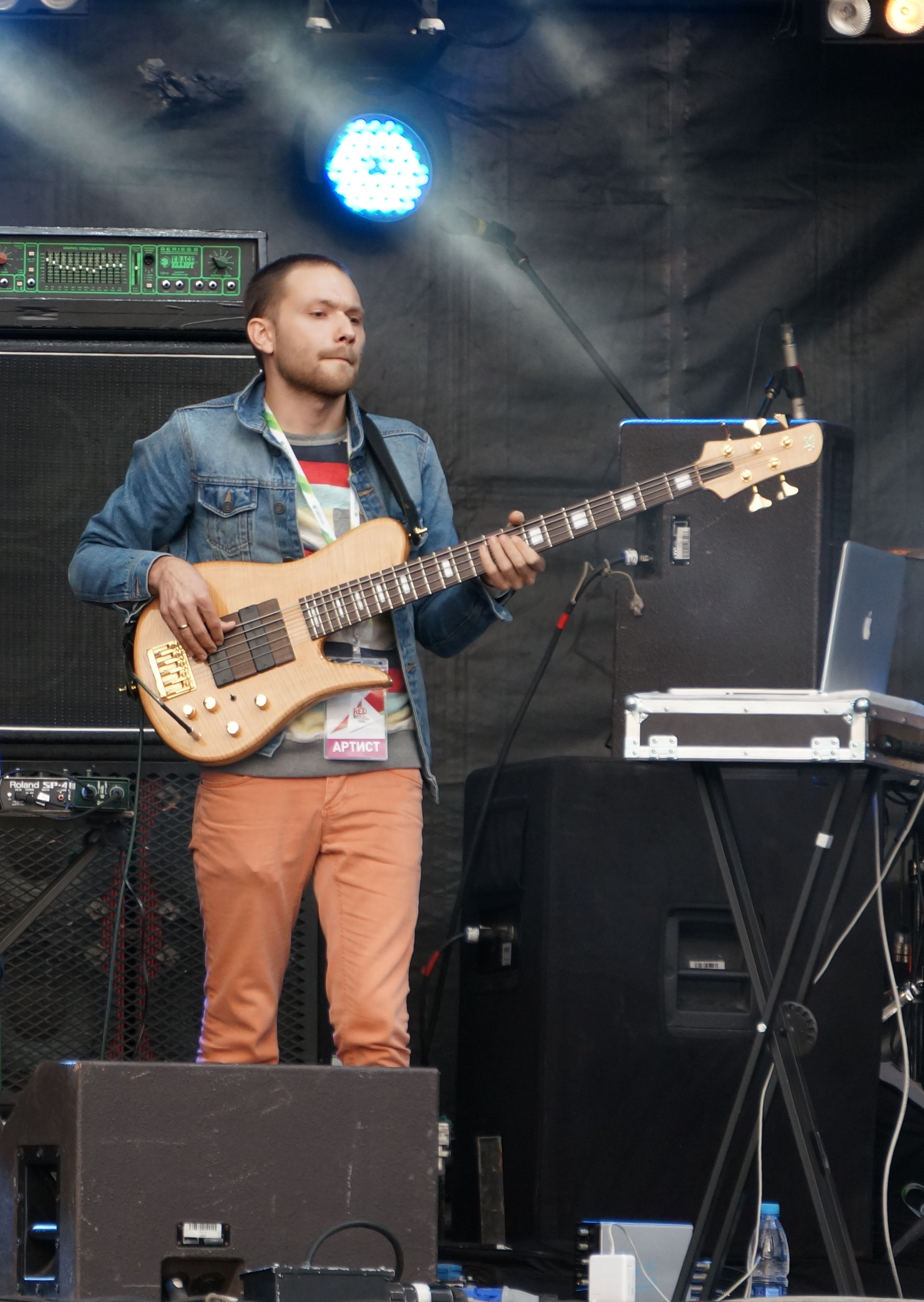
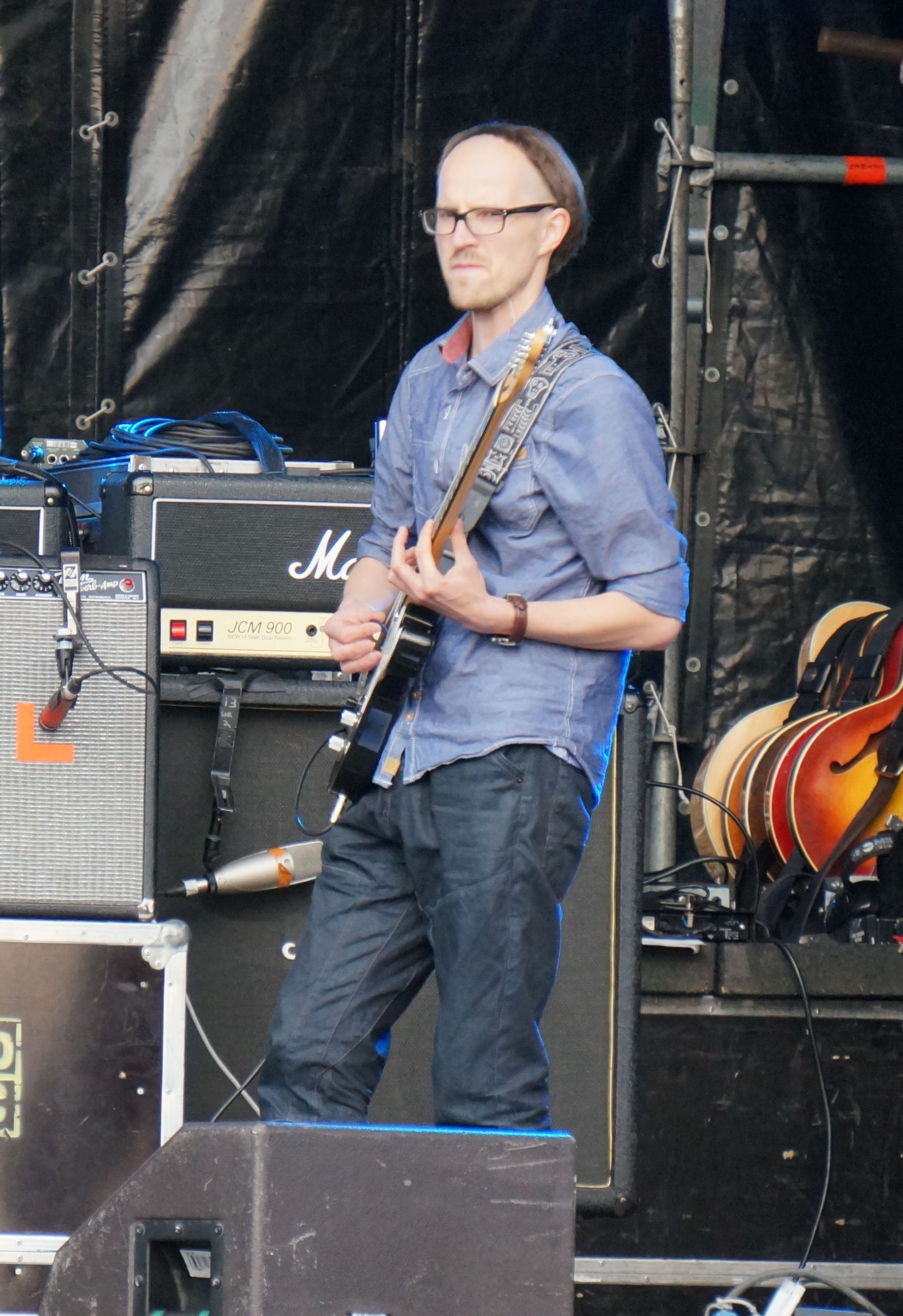
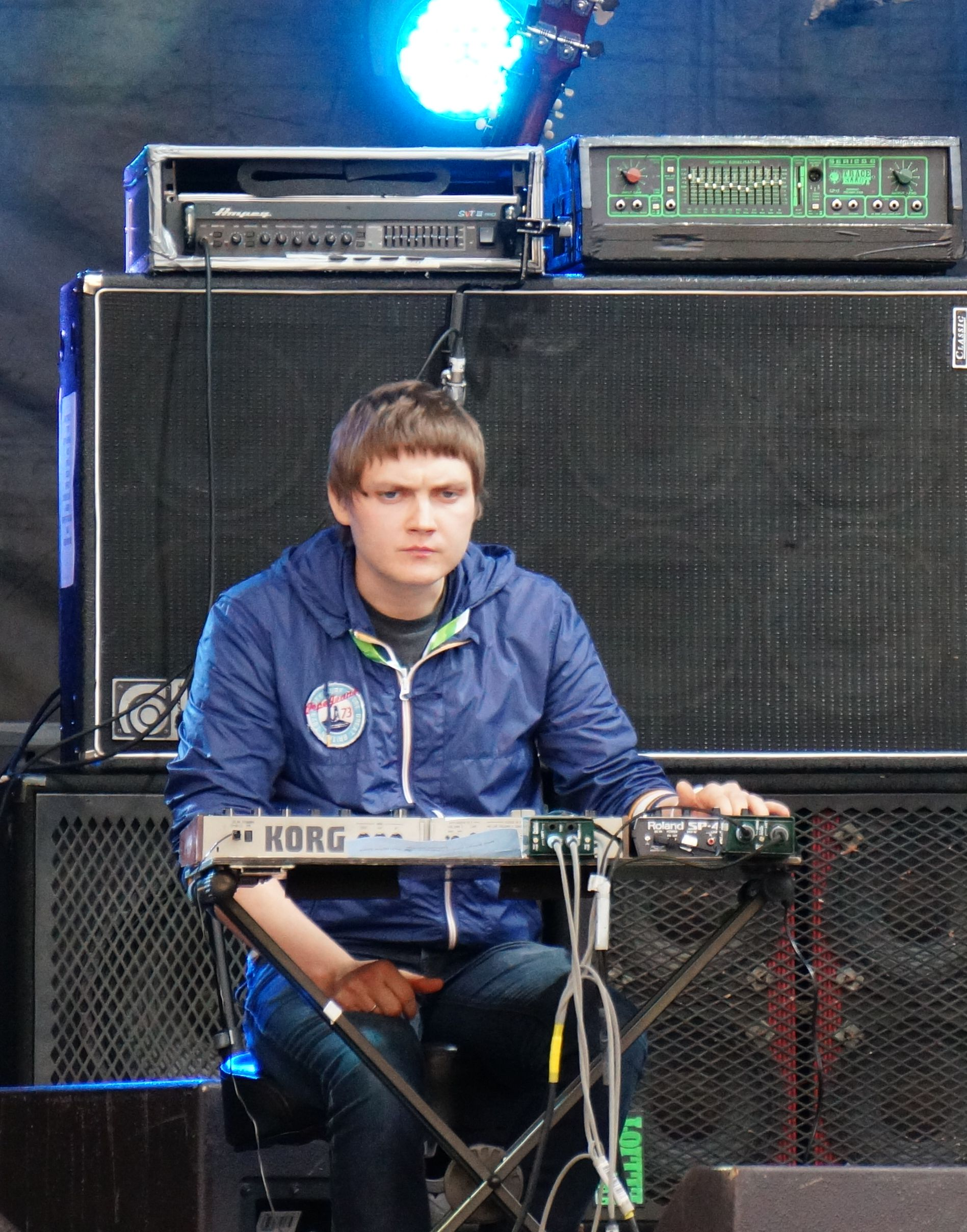
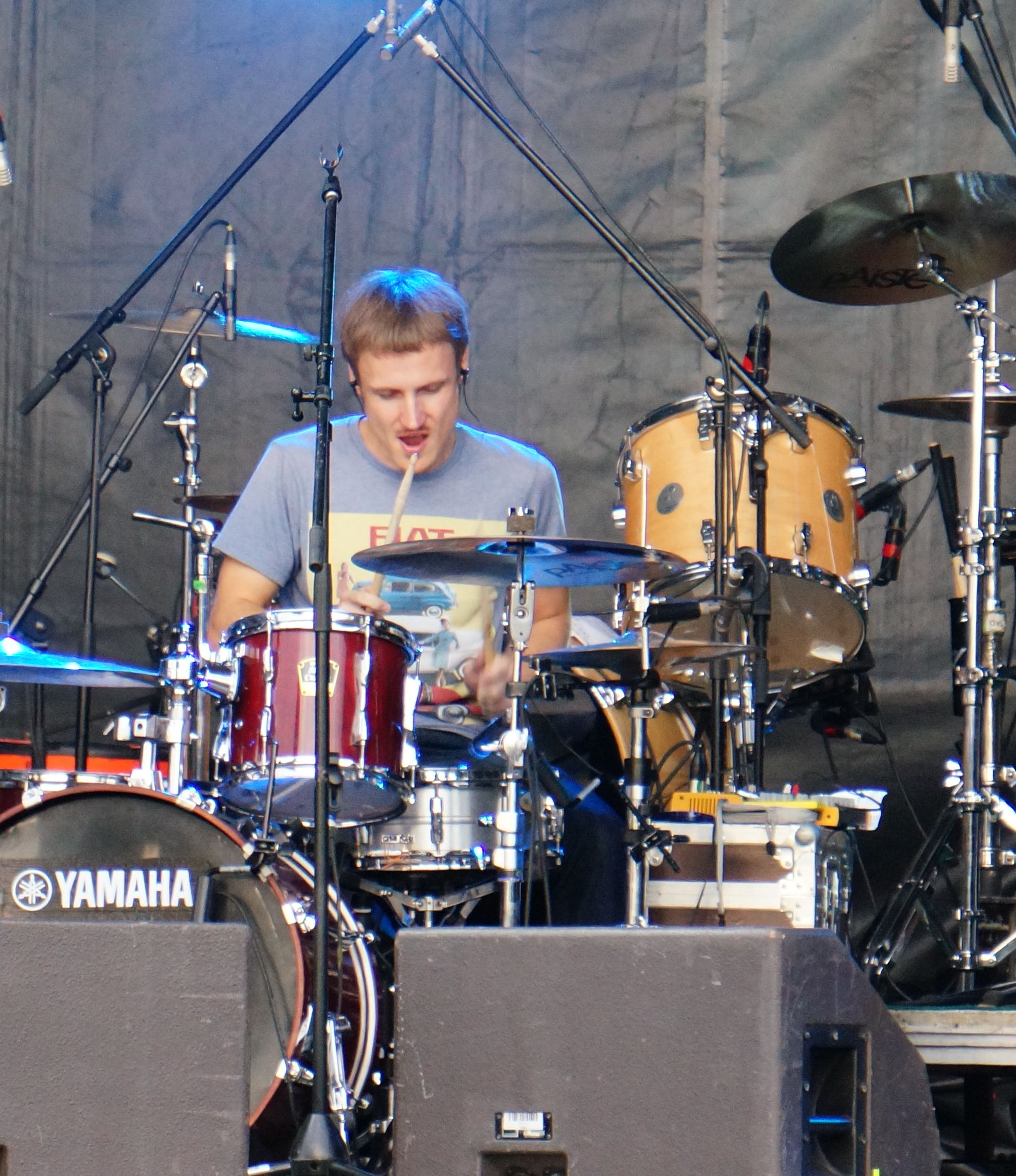